# 舍姆利耶
舍姆利耶（法語：Chemellier，法語發音：[ʃəmlije] ⓘ）是法国曼恩-卢瓦尔省的一个旧市镇，属于索米尔区。2016年12月15日，舍姆利耶和相邻的9个市镇合并为新市镇布里萨克-卢瓦尔-欧邦斯。

## 地理
舍姆利耶（47°20'27"N, 0°21'30"W）面积10.99 平方千米，位于法国卢瓦尔河地区大区曼恩-卢瓦尔省，该省份为法国西部内陆省份，大致对应安茹地区，北起顺时针与马耶讷省、萨尔特省、安德尔-卢瓦尔省、维埃纳省、德塞夫勒省、旺代省、大西洋卢瓦尔省和伊勒-维莱讷省接壤。
与舍姆利耶接壤的市镇（或旧市镇、城区）包括：布莱松-圣叙尔皮斯、欧邦斯河畔沙尔塞圣埃利耶、库蒂尔、格雷济耶、圣乔治德塞特瓦、圣雷米拉瓦雷讷、索尔热洛皮塔勒。

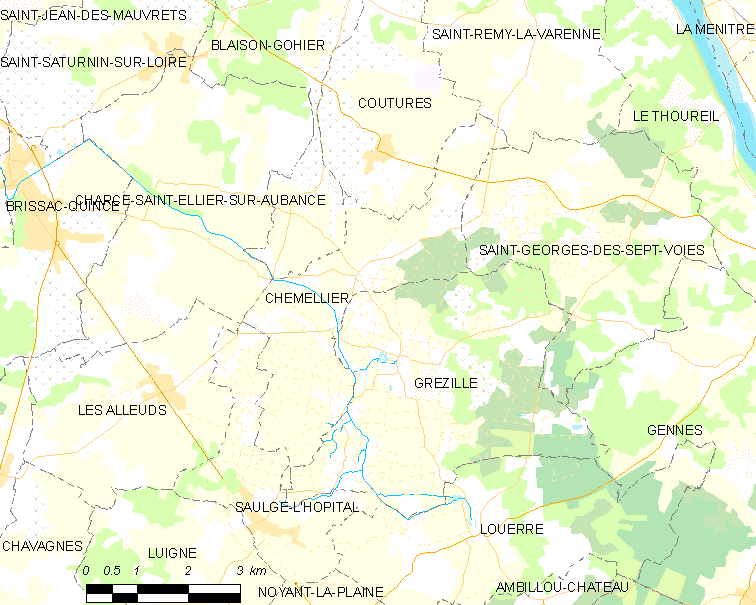
舍姆利耶的OSM定位图

舍姆利耶的时区为UTC+01:00、UTC+02:00（夏令时）。

## 行政
舍姆利耶的邮政编码为49320，INSEE市镇编码为49091。

## 政治
舍姆利耶所属的省级选区为安茹地区杜埃县。

## 人口

1962-2008年间舍姆利耶人口变化图示

舍姆利耶于2018年1月1日时的人口数量为767人。